# HD 163652
HD 163652，又名CD-3612060，SAO 209545、HR 6691，是一颗恒星，视星等为5.74，位于銀經354.57，銀緯-6.42，其B1900.0坐标为赤經17h 52m 8s，赤緯-36° -6.42′ 53″。